# 勢力範圍

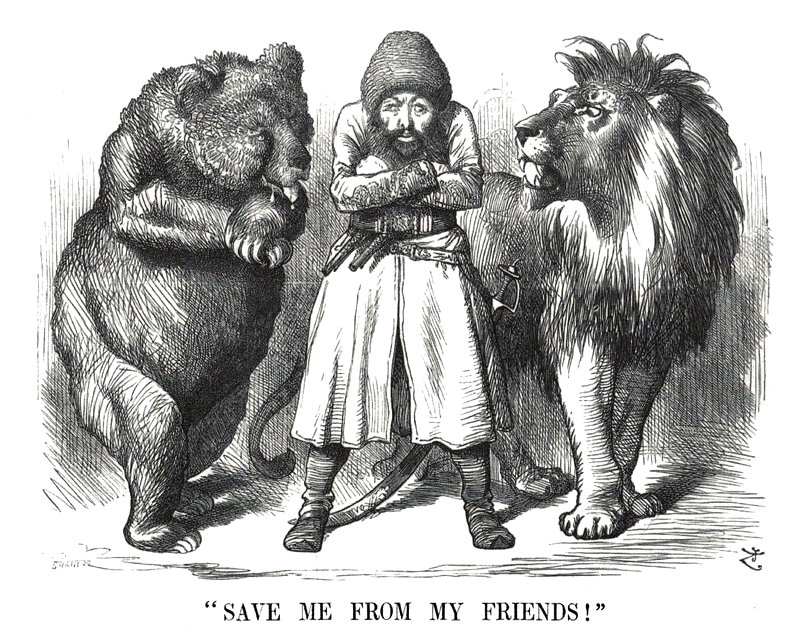
1878年的一部英国卡通片，讲述了英国和俄罗斯在中亚地区争夺地区影响力的博弈

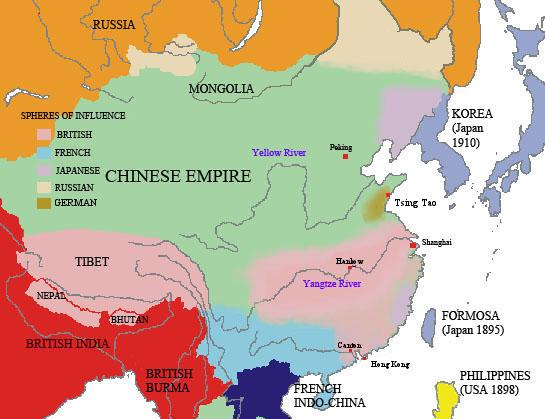
瓜分風潮中，列強劃定在華勢力範圍。

勢力範圍（英語：sphere of influence, SOI），「是一確定區域；在區域內，某單一外在外來強權能發揮主導的影響力，限制該區域內政治實體的獨立性或行動自由。」

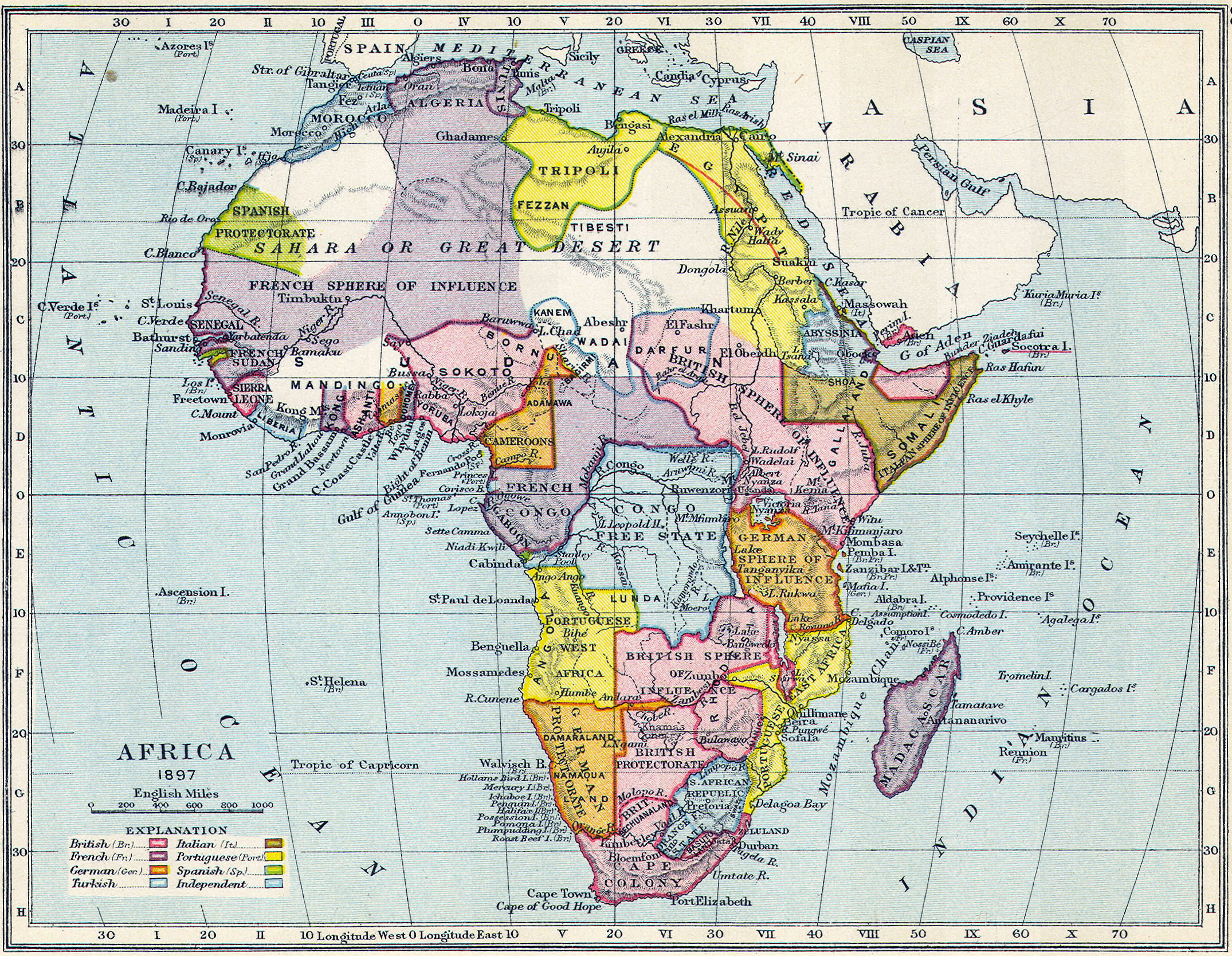
1897年的非洲地圖確認列強在非洲劃定的勢力範圍。

19世紀隨非洲大獵，於歐洲，勢力範圍的概念雛形形成；類似用語如行動範圍(spheres of action)、影響區域(zones of influence) 、優勢範圍(spheres of preponderance)及責任範圍(spheres of responsibility)等。
在定義之中，勢力範圍的行為者分為主導國（dominant Powers）與臣屬國（Subordinate States）。臣屬國可能為附庸國、衛星國，甚或殖民地；又或保持主權國家外觀，但失去部分獨立性與行動自由。

一國家的不同地區可分屬於一個以上強國的勢力範圍；如19世紀的伊朗與泰國受一個以上強國分別劃定的勢力範圍，扮演強國間的緩衝國。

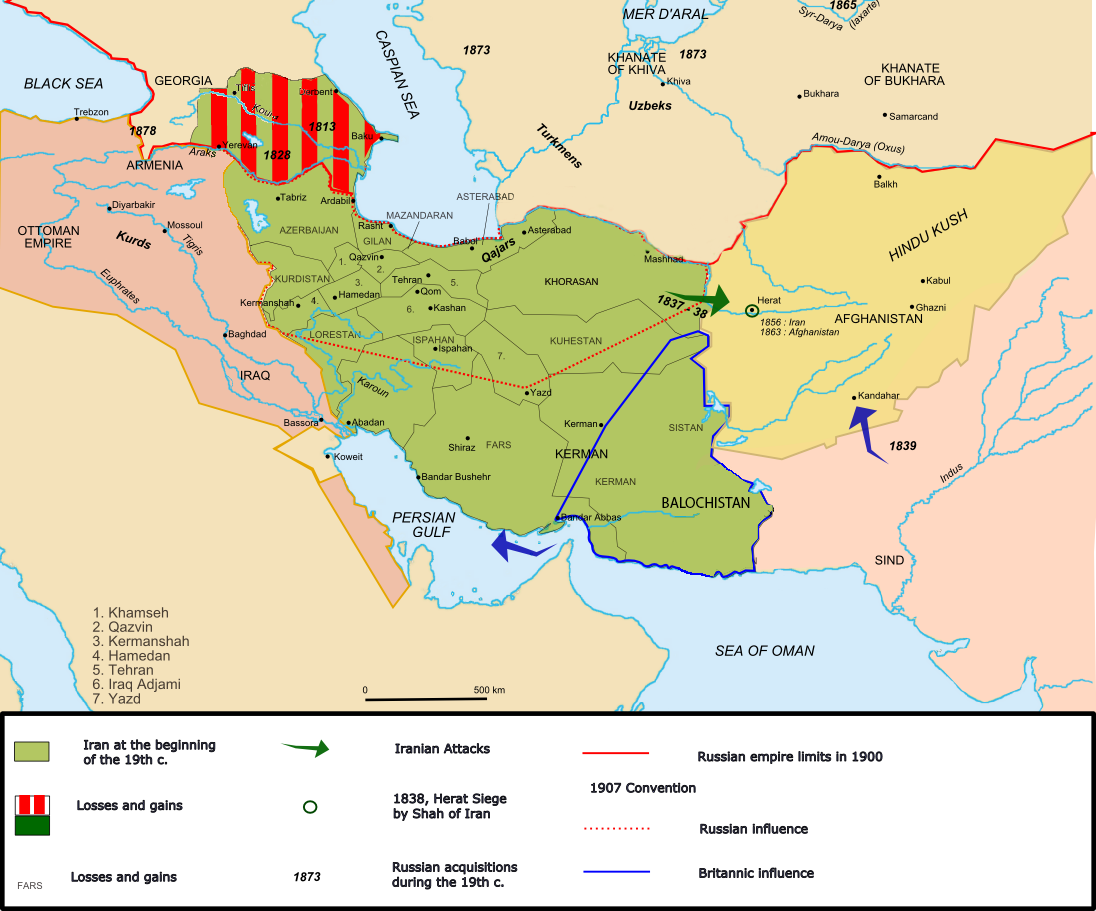
19世紀时期英国和俄罗斯对伊朗的影响。

## 新帝國主義與19世紀
新帝國主義盛行的19世紀，伊朗受英國與俄國劃定勢力範圍，成為兩強的緩衝國；泰國則介於英國與法國之間。

## 二戰

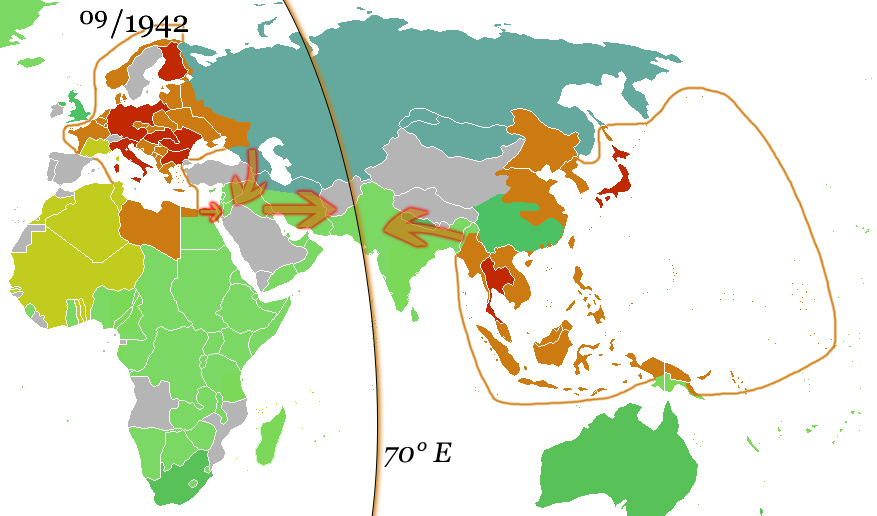
纳粹德国和日本帝国在1942年秋季的势力范围。

### 大東亞共榮圈
在第二次世界大战的鼎盛时期，日本帝国的势力范围相当大。因此，日本帝国在太平洋地区组建并形成了“大东亚共荣圈”(Greater East Asia Co-Prosperity Sphere)，这个势力范围包括了日本群岛及其控制的亚洲和太平洋国家及地区。

### 蘇德互不侵犯條約
根據1939年的秘密協議-蘇德互不侵犯條約，東歐和東北歐被分為納粹和蘇聯的勢力範圍。在北部，芬蘭，愛沙尼亞和拉脫維亞被劃入蘇聯範圍。如果發生“政治重組”，波蘭將被分割，納雷夫，維斯瓦河和桑河的東部地區將流向蘇聯，而德國將佔領西部。與東普魯士相鄰的立陶宛將在德國的勢力範圍內，儘管在1939年9月達成的第二個秘密協議將立陶宛分給蘇聯。條約的另一條款規定，當時屬於羅馬尼亞的貝薩拉比亞將在莫斯科之下。1940年6月28日，蘇聯對布科維納的入侵違反了《莫洛托夫-裡本特羅普條約》，因為它超出了軸心國同意的蘇聯勢力範圍。蘇聯否認協議存在，直到後蘇聯解體後，俄羅斯政府充分肯定了秘密協議的存在和真實性。

## 冷戰
冷戰時期，西歐（亦包括北歐、希臘和土耳其）、日本、南韓、台灣、菲律賓及拉丁美洲（除了古巴）通常被認為是在美國的勢力範圍之下。同時期的東歐（除了南斯拉夫和希臘）、朝鲜、古巴、越南、蒙古國、南也门及部份非洲共產主義國家則被認為是在蘇聯的勢力範圍之下。
然而，鑑於勢力範圍概念與國家主權等原則間的矛盾，美蘇不承認有建立「勢力範圍」；美蘇的勢力範圍維繫於雙方的默契與其在勢力範圍壓制臣屬國的能力。

### 美國
自19世紀，詹姆斯·門羅總統主張，新世界將擺脫歐洲在美洲建立勢力範圍，即門羅主義。隨著美國成為世界強國，很少有國家闖入這一區域。蘇聯和古巴導彈危機是一個明顯的例外。

### 蘇聯

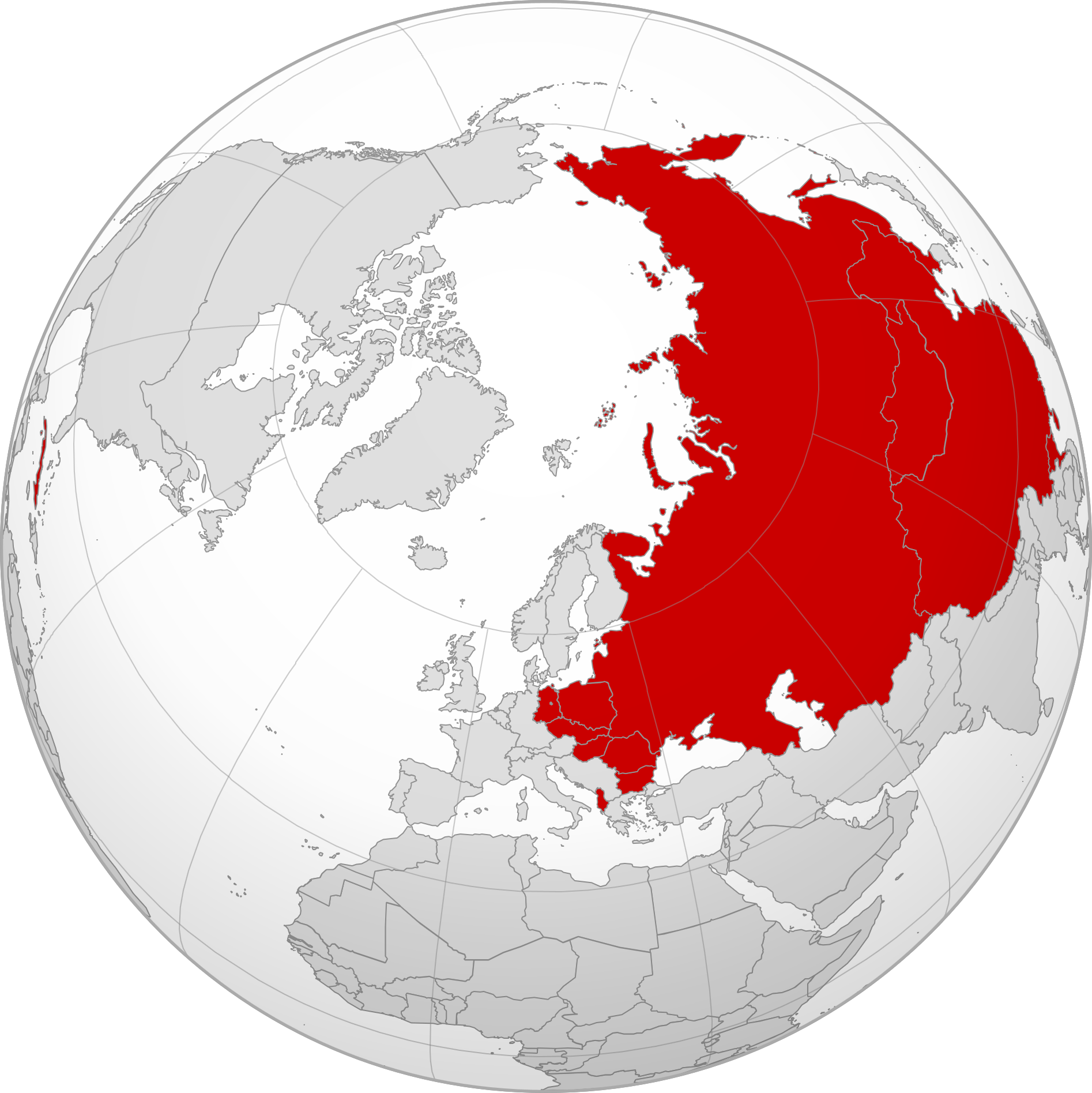
中苏分裂前，铁托与斯大林分裂和古巴革命后的苏联影响势力范围。

冷戰期間，波羅的海國家，中歐，東歐的一些國家，古巴，老撾，越南，北朝鮮，以及中蘇決裂、鐵托與斯大林分裂前的中華人民共和國和南斯拉夫共和國處於蘇聯勢力範圍之內。
隨著冷戰的結束，東方集團瓦解，有效地結束了蘇聯的勢力範圍。然後在1991年，蘇聯不復存在，取而代之的是俄羅斯聯邦和其他幾個前蘇聯共和國，成為獨立國家。

## 1990年代後的北約與俄羅斯
1997年，北約與俄羅斯簽署了《相互關係，合作與安全基礎法案》，其中指出“旨在在歐洲創造一個安全與穩定的共同空間，而不會劃分界限或勢力範圍限制任何國家的主權”。
2009年，俄羅斯斷言歐盟希望有一個勢力範圍，而東部夥伴關係是“試圖擴大它的勢力”。2009年3月，瑞典外交大臣卡爾·比爾特表示：“東方夥伴關係與勢力範圍無關。區別在於這些國家自己選擇了加入”。
2008年俄格戰爭後，瓦茨拉夫·哈維爾和其他中歐和東歐前領導人簽署了公開信，指出俄羅斯違反了赫爾辛基最後文件的核心原則。
2014年11月，德國總理安格拉·默克爾批評普京，“他對勢力範圍的思考過時，對國際法不以為然”，這使“整個歐洲和平秩序受到質疑”。